# Dietrich von Thüngen
Dietrich (Dietz) Freiherr von Thüngen (* 1476; † 25. April 1540) war Domdekan in Würzburg und im Jahr 1520 der erste dokumentierte Kurgast Bad Kissingens.

## Leben
Er entstammte der andreasischen Linie des reichsritterlichen Geschlechts derer von Thüngen und war der Sohn des Weiprecht I. von Thüngen († 1502), Ganerbe von Sodenberg und Thüngen, und dessen dritter Ehefrau Anna Sitzel von Mergentheim. Dietrichs Bruder war Eucharius von Thüngen († 1540), ebenfalls Domherr zu Würzburg.
Thüngen wurde 1494 an der Universität Erfurt immatrikuliert. Am 25. Februar 1501 wurde er gemeinsam mit seinem Bruder Eucharius Domizellar in Würzburg, war mit ihm Student an der Universität Ingolstadt und seit 1501 mit seinem Bruder auch Eigentümer der Curia Sternberg, einem Domherrnhof in Würzburg. 1514 wurde er Domkapitular und am 23. Februar 1538 zum Domdekan von Würzburg gewählt. Von diesem Amt trat er im März 1540 zurück, also einen Monat vor seinem Tod. Außerdem wird er als Besitzer der Curia Grindlach und der Curia Vituli erwähnt.
In den Bauernkriegen war Thüngen 1525 als 50-Jähriger bei der Verteidigung des Frauenberges im erweiterten Kriegsrat und als Artilleriemeister („artelereymaister“) eingesetzt. Am 9. November 1527 gehörte er zu den Gästen des mit aller Pracht gefeierten Jubiläums des Kölner, Straßburger und Würzburger Domherren Johann Graf von Rieneck.
Am 28. Februar 1527 wurde Thüngen zum Propst des Würzburger Kollegiatstiftes Neumünster gewählt, was er bis zu seinem Tod blieb. Dort wurde er auch im Kapitelhaus beigesetzt (zweite Reihe, dritter Stein).
Um die Propstei des Stifts Neumünster, deren jährliche Einkünfte damals auf 120 Mark Silber veranschlagt wurden, gab es zwischen Thüngen und dem Domherren Ambrosius Freiherr von Gumppenberg (um 1501–1574) einen Rechtsstreit an der Kurie in Rom. Gumppenberg, seit 1525 Agent zahlreicher deutscher Prälate und Fürsten in Rom, stand damals im Dienste von Kardinal Thomas Cajetan und hatte das Vertrauen von Papst Clemens VII. erworben, der ihn 1527 mit Aufträgen an den bayerisch Hof entsandt hatte. Um den Streit um die Propstei nicht auszuweiten und um weitere Ausgaben zu sparen, verzichtete Gumppenberg schließlich auf seine Rechte zugunsten Thüngens. Papst Clemens VII. bestimmte daraufhin, dass die Propstei des Stifts Neumünster, sobald diese erneut vakant wird, an Gumppenberg verliehen werden soll. Nach Thüngens Tod (1540) stritt Gumppenberg, inzwischen reich gewordener Kurialer und seit 1537 Bürger Roms, erneut um die Propstei, die Thüngens Nachfolger Kilian von Bibra zugesprochen worden war.
Im Jahr 1520 kam Thüngen zur Kur nach Bad Kissingen, die er am Dienstag nach Cantate beantragt hatte: 1520 Sabatho post marci. Eodem die hat herr Dietrich von Tungen gebeten licentiam ad balneum gein Kissingen. Ist im erlewbt laut der form und wy es herkommen. Dieser Eintrag ist die erste Dokumentation Kissingens als Heilbad und Thüngen damit erster dokumentierter Kurgast des bayerischen Staatsbades.
Thüngen vermachte sein Erbe von 120 Gulden den Armen in Thüngen und Heßlar (Karlstadt). Das Geld wurde in einer Stiftung angelegt, viermal im Jahr Korn gekauft, zu Brot gebacken und diese am Sonntag an die Kirchgänger in Thüngen und Heßlar ausgegeben.